# لامبورگینی اسپادا

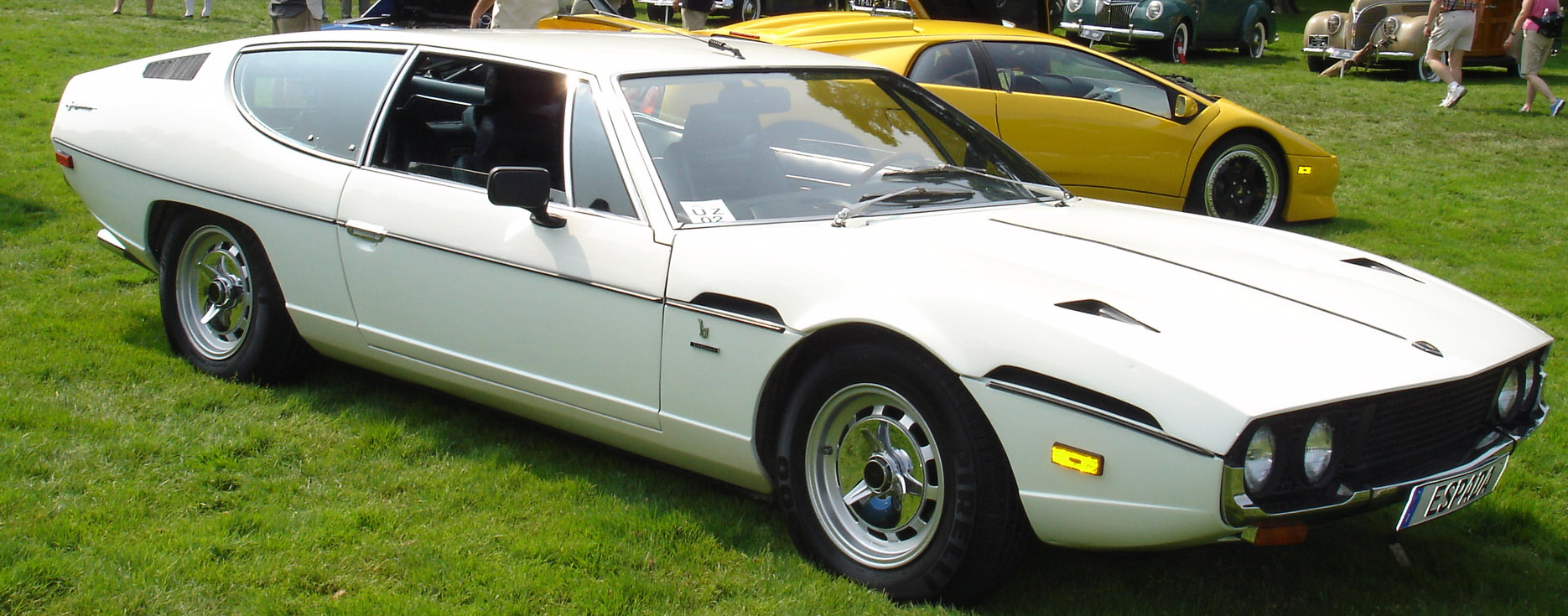

لامبورگینی اسپادا (به اسپانیایی: Lamborghini Espada) (تلفظ [esˈpaða]) خودرویی است که در سال‌های ۱۹۶۸ تا ۱۹۷۸ توسط شرکت لامبورگینی در ایتالیا تولید شده‌است.
این خودرو در کلاس خودرو GT قرار گرفته، طراحی آن خودروهای موتور جلو-محور عقب بوده طول آن در حالت طبیعی ۴٬۷۳۰ میلیمتر (۱۸۶٫۲ اینچ)، عرض آن در حالت طبیعی ۱٬۸۶۰ میلیمتر (۷۳٫۲ اینچ)، ارتفاع آن در حالت طبیعی ۱٬۱۸۵ میلیمتر (۴۶٫۷ اینچ) و وزن آن در حالت طبیعی ۱٬۴۶۵ کیلوگرم (۳٬۲۳۰ پوند) است.
امبورگینی تا انزمان فقط چند ماشین 4 سرنشینه ساخته بود یعنی GT400 2+2 و Marzalاما صندلی های عقب این ماشین به اندازه کافی خوب نبودند.پس در سال 1968 فروچیو لامبورگینی شروع به ساخت یک ماشین 4 سرنشینه کرد این ماشین Espada 400 GT نام گرفت . طراحی ماشین توسط Marcello Gandini از شرکت Bertone انجام گرفت.